# Jette Wilhelmsen
Jette Wilhelmsen er en dansk socialrådgiver og leder, kendt for at have stiftet og lede Joannahuset, Danmarks første krisecenter for børn og unge under 18 år.

## Baggrund
Jette Wilhelmsen er uddannet socialrådgiver og har arbejdet med børn og unge hos Børns Vilkår, hvor hun var leder af Børnetelefonen. Hun har også undervist på socialrådgiveruddannelsen i København som lektor i socialt arbejde.

## Joannahuset
Den 3. oktober 2017 stiftede Jette Wilhelmsen Foreningen Joannahuset med det formål at etablere et landsdækkende krisecenter for børn og unge. Joannahuset åbnede i august 2020 på Christianshavn og tilbyder omsorg, rådgivning og husly døgnet rundt for børn og unge under 18 år. I 2021 modtog Jette Wilhelmsen Tine Bryld Prisen.

## Arbejde og filosofi
I sit arbejde med Joannahuset fokuserer Jette Wilhelmsen på at møde børn og unge med det "dobbelte blik" udviklet af professor Hanne Warming fra RUC, hvilket indebærer at se både deres udfordringer og ressourcer. Hun understreger vigtigheden af at anerkende de styrker, som børn og unge i udsatte positioner besidder, og arbejder for at skabe et fristed, hvor de kan få den nødvendige støtte og rådgivning.